# 山形県道28号尾花沢最上線
山形県道28号尾花沢最上線（やまがたけんどう28ごう おばなざわもがみせん）は、山形県尾花沢市から最上郡最上町に至る県道（主要地方道）である。

## 概要

### 路線データ
- 陸上距離：24.2km[1][出典無効]
- 起点：尾花沢市尾花沢（大石田街道交差点＝国道13号交点）
- 終点：最上郡最上町富澤（国道47号交点）

## 歴史
- 1993年（平成5年）5月11日 - 建設省から、県道尾花沢最上線が尾花沢最上線として主要地方道に指定される[2]。
- 2013年（平成25年）12月27日：尾花沢市富山地内の道路改良バイパス道路（1.2km）を供用開始[3]。

## 路線状況

### 別名
尾花沢市内を走る下記街道の一部が、本路線に指定されている。
- 西部街道（尾花沢市上町4丁目）
- 羽州街道（尾花沢市上町2丁目・4丁目・5丁目）

### 重複区間
- 山形県道120号東根尾花沢線（尾花沢市上町地内）
- 山形県道262号最上小野田線（最上町満澤 - 最上町富澤間）

### 道路施設
橋梁
- 西正厳橋（尾花沢市、丹生川）
- 赤倉橋（最上町、最上小国川）
- 明神橋（最上町、明神川）

トンネル
- 山刀伐トンネル：山刀伐峠（標高390m）

## 地理

### 通過する自治体
- 尾花沢市
- 最上郡最上町

### 交差する道路
- 国道13号（尾花沢市尾花沢）
- 山形県道120号東根尾花沢線（尾花沢市上町1丁目・2丁目・5丁目）
- 山形県道301号鶴子尾花沢線（尾花沢市若葉町3丁目/新町1丁目・2丁目・3丁目）
- 国道347号（尾花沢市新町5丁目）
- 山形県道124号荻袋正厳線（尾花沢市正厳）
- 山形県道262号最上小野田線（最上町満澤 - 同町富澤）※重複
- 国道47号（最上町富澤）

### 沿線
- 尾花沢市役所（尾花沢市若葉町1丁目）
- 御所神社（尾花沢市二藤袋）
- やまがた赤倉温泉スキー場（最上町富澤）
- 赤倉温泉（最上町満澤）